# Vjekoslav Tomić
Vjekoslav Tomić (Spalato, 19 luglio 1983) è un ex calciatore croato, di ruolo portiere.

## Palmarès

### Club

#### Competizioni nazionali
- Coppa di Croazia: 1

Hajduk Spalato: 2009-2010
- Campionato moldavo: 1

Sheriff Tiraspol: 2013-2014
- Supercoppa di Moldavia: 1

Sheriff Tiraspol: 2013